# 江戸川大学サテライトセンター
江戸川大学サテライトセンター（えどがわだいがくサテライトセンター）、通称「流山おおたかの森教室」は、千葉県流山市にある生涯学習施設。前身は2004年に設置された江戸川大学エクステンションセンター、通称「柏教室」。2008年に江戸川大学サテライトセンターへと移設した。江戸川大学と江戸川学園おおたかの森専門学校が講座を提供。学校法人江戸川学園。

## 沿革
- 1990年（平成2年） 公開講座開設（春と秋に実施）
- 2004年（平成16年） 柏に江戸川大学エクステンションセンター開設
- 2008年（平成20年） 流山おおたかの森に江戸川大学サテライトセンター開設

## 歴代所長
- 餌取章男
- 村田貞雄
- 濱田逸郎

## 講座
- 大学提供
  - 各種語学講座
  - 各種一般教養講座
- 専門学校提供
  - 社会福祉士国家試験合格講座

## 特色
- つくばエクスプレス 流山おおたかの森駅から直結1分以内
- 各種公開講座、市民講座を展開
- 福祉系資格取得講座を展開、地域福祉教育の活動拠点
- 総合情報図書館利用、各種資料展示、小イベント、印刷サービス

## 所在地
千葉県流山市東初石6丁目183-1 ライフガーデン流山おおたかの森 2階

## アクセス
- つくばエクスプレス・東武野田線 流山おおたかの森駅から徒歩1分
  - 江戸川大学・江戸川大学総合福祉専門学校へは、スクールバス5分